# ماتياس مولر (لاعب هوكي)
ماتياس مولر (بالألمانية: Mathias Müller)‏ هو لاعب هوكي الحقل ألماني، ولد في 3 أبريل 1992 في هامبورغ في ألمانيا.

## وصلات خارجية
- ماثياس مولر على موقع الاتحاد الدولي للهوكي (الإنجليزية)
- ماثياس مولر على موقع اللجنة الأولمبية الدولية (الإنجليزية)
- ماثياس مولر على موقع أوليمبيديا (الإنجليزية)
- ماثياس مولر على موقع اللجنة الأولمبية الألمانية (الألمانية)